# Polo (sport)

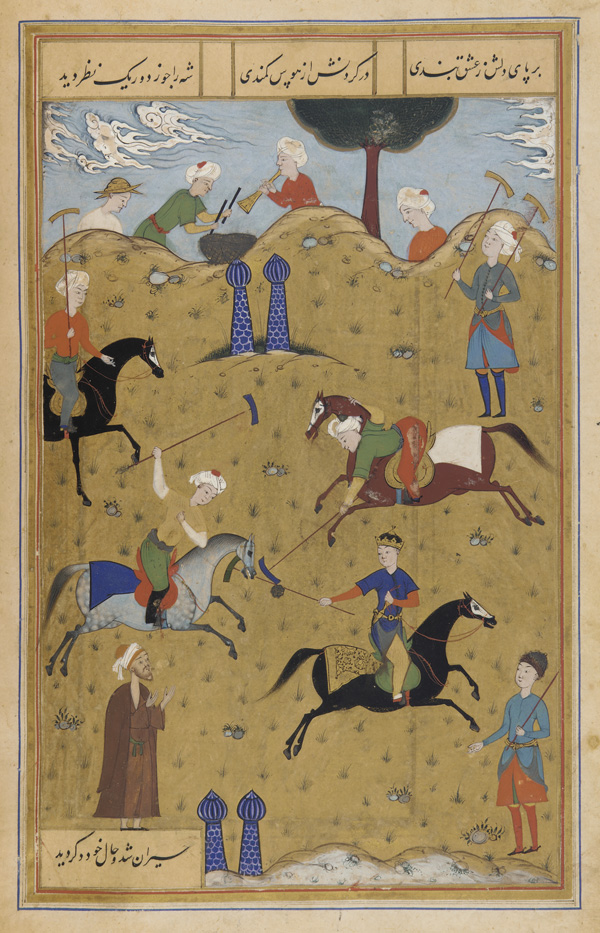
16e-eeuwse Perzische miniatuur

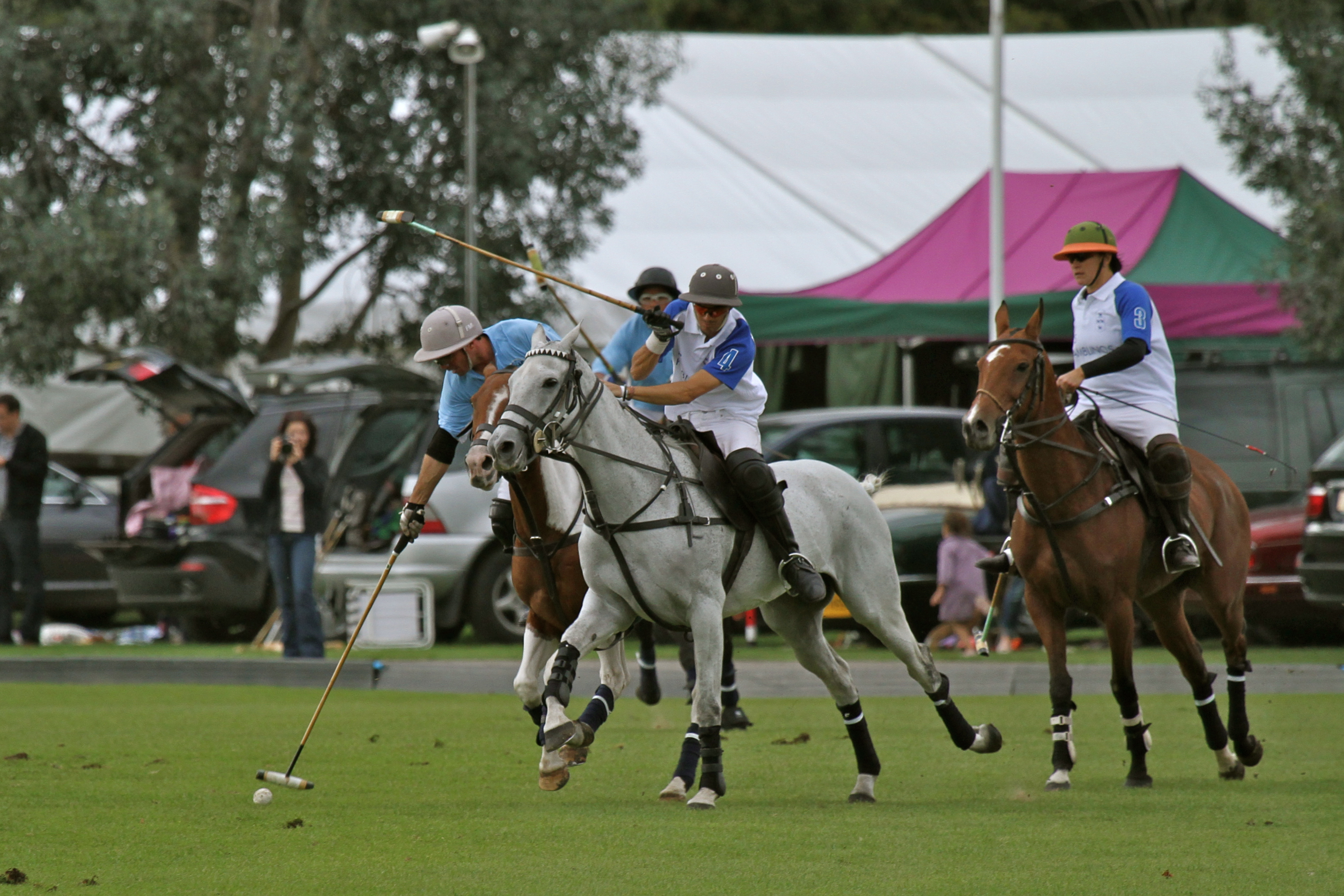
Ham Polo Club, 2011

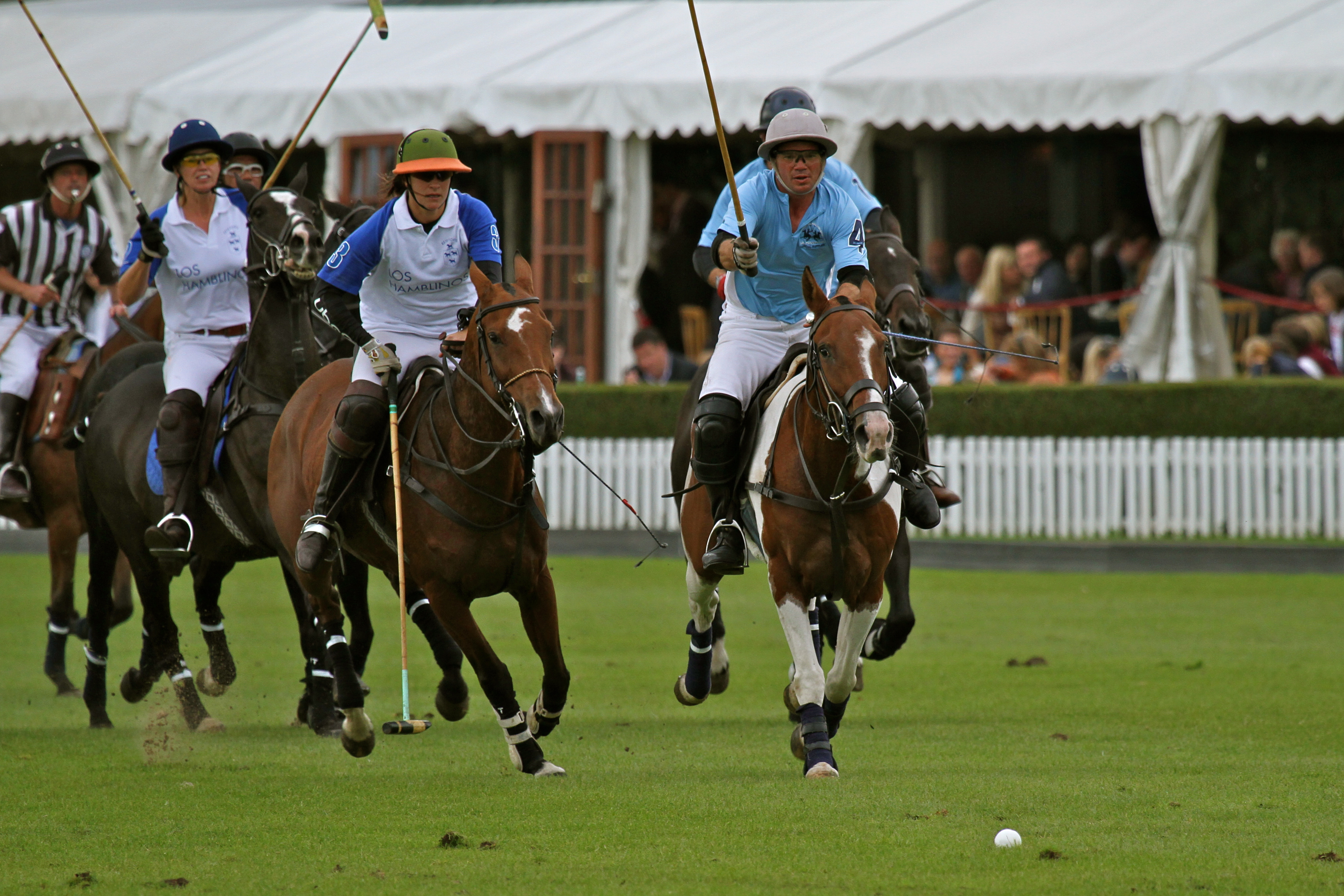
Ham Polo Club, 2011

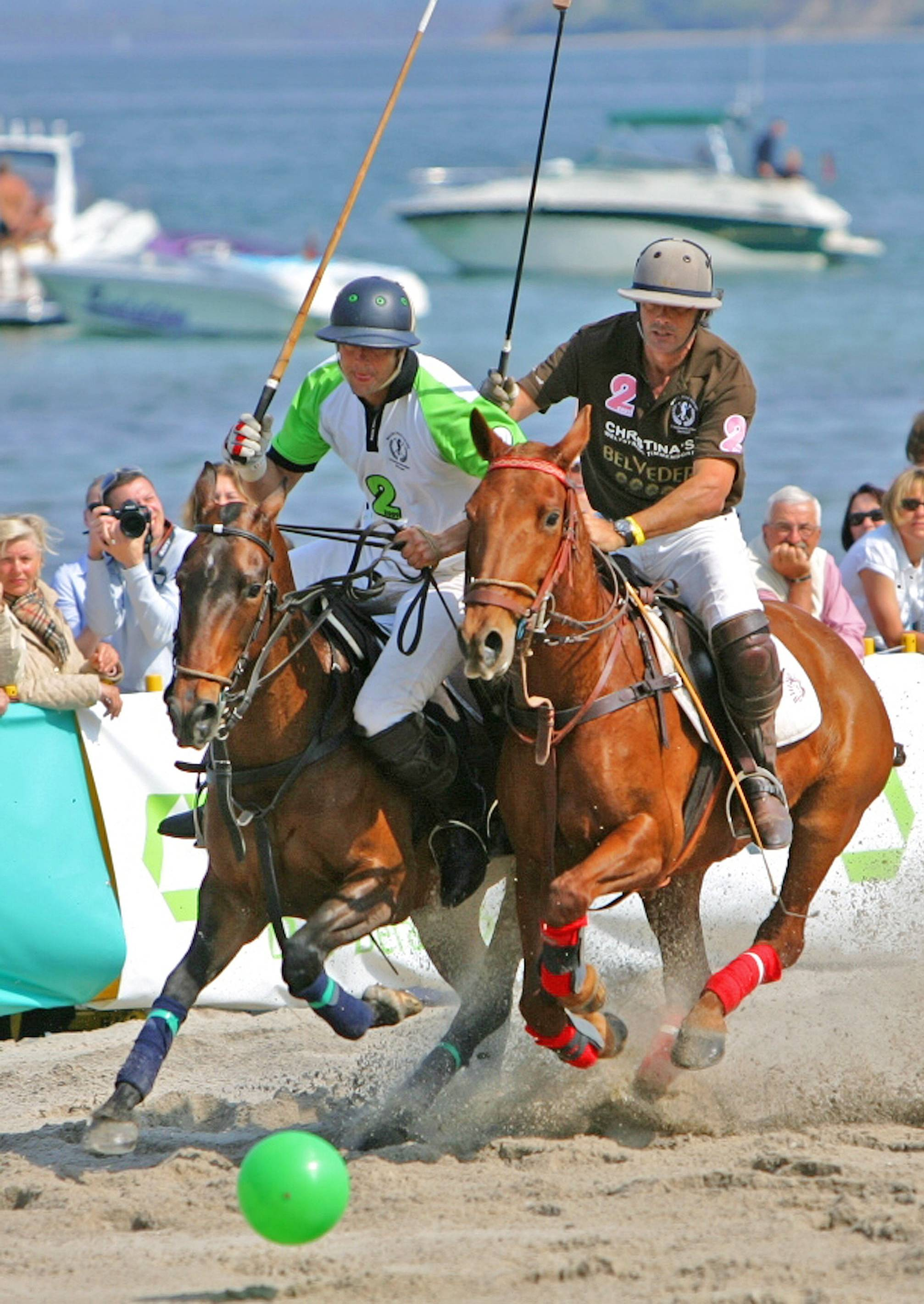
Strandpolo

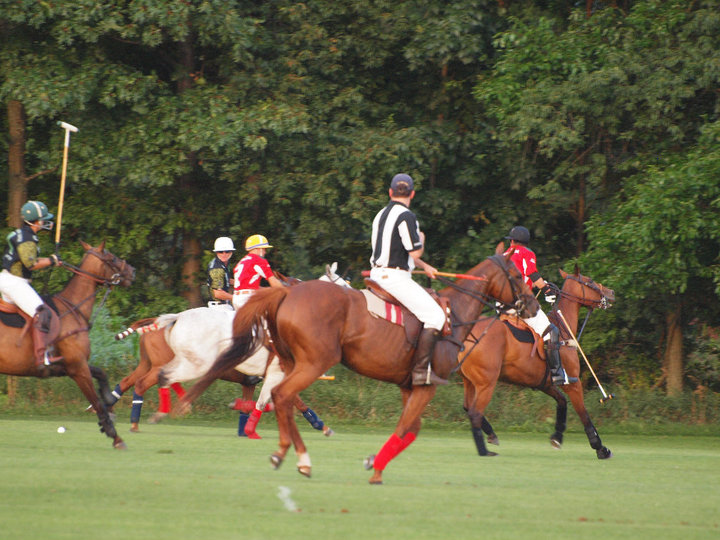
Op de voorgrond: de scheidsrechter

Pictogram van de polosport

Polo is een balsport te paard, waarbij het de bedoeling is een kleine, witgelakte houten of plastic bal of een kleine, oranje rubberen bal met een 'mallet' in het doel van de tegenstander te slaan.
Het is een balspel dat gespeeld wordt door twee teams van vier spelers te paard op een al dan niet omheind speelveld. Ook is er een scheidsrechter op het veld die op een paard zit. Het doel van het spel is om de bal bij de tegenstander tussen twee palen door te slaan.

## Geschiedenis
De eerste aanwijzing van beoefening van dit oude ruiterspel heeft men echter gevonden omstreeks 900 voor Christus bij de vorstenhuizen van de Meden en de Perzen. Daar beheersten ook de hofdames het spel waarvoor zij door dichters werden geroemd. Ook is er een vermelding dat de koning van Manipur een polospel organiseerde ter gelegenheid van zijn kroning in het jaar 33. In het rijk van Dzjengis Khan en ook bij andere Aziatische ruitervolkeren stond het polo als behendigheidsspel in hoog aanzien. Via Byzantium kwam polo naar India, waar men het aan het hof van de Mogolkeizers hartstochtelijk beoefende.
Engelse militairen ontdekten de polosport in Noord-India en Pakistan. Het bleek een uitstekende manier te zijn om de paarden te trainen voor de krijgsdienst. In 1863 werd door hen in India de Calcutta Polo Club opgericht. Het spel werd pas in Europa bekend, nadat Britse officieren het 'paardenhockey' in 1869 vanuit de koloniën naar Engeland brachten, in 1872 werd daar de eerste poloclub opgericht. In 1875 deed polo zijn intrede in Argentinië en in 1876 in Amerika. Polo was een Olympische sport in 1900, 1908, 1920, 1924 en 1936.
In 2007 zijn er wereldwijd ongeveer 30.000 polospelers actief. Pololand bij uitstek is Argentinië. In Europa zijn Engeland en Spanje de landen waar het meest gespeeld wordt. Overal waar polo wordt beoefend zijn internationale toernooien.

## Regels
Beide teams bestaan uit vier spelers (een spelverdeler, twee aanvallers en een verdediger). Een normaal speelveld is 300 yard (ca. 274 m) lang en 200 yd (ca. 183 m) breed. Het doel bestaat uit twee palen, die op ongeveer 7 meter van elkaar staan. In Nederland worden 4 chukka's gespeeld per wedstrijd. Op grote toernooien in het buitenland soms 6. Voor iedere chukka wordt van paard gewisseld. Op een lager niveau kan een paard soms twee chukka's doen in een wedstrijd, met minimaal een chukka rust.
Na ieder doelpunt wisselt men van speelhelft. Bij het begin van het spel werpt de scheidsrechter de bal in het midden van het veld tussen de twee teams. Deze arbiter en een soms tweede bereden scheidsrechter zorgen voor de naleving van de spelregels. Ook bij paardpolo bestaan er strafslagen vanaf een merkteken op negen meter voor het doel, vrije slagen, en dergelijke. Om ongelukken te voorkomen kent het spel een voorrangsregeling. Voorrang heeft degene, die in de onmiddellijke bewegingslijn van de bal of onder de kleinste hoek komt aanrijden. Men mag de weg van de bal niet kruisen.

## Paard en uitrusting
Een polospeler heeft meerdere paarden nodig. De benaming 'polopaard' is tegenwoordig juister dan de traditionele naam 'polopony', omdat sinds 1945 de beperkingen in grootte zijn vervallen. Er zijn geen officiële eisen, maar de spelers zoeken bepaalde eigenschappen. Het paard moet beschikken over uitstekende wendbaarheid, acceleratie, voldoende temperament en speciaal getrained voor polo. Als landen waar goede polopaarden gefokt worden gelden Argentinië en Engeland.
De benen van de paarden worden beschermd door bandages of peesbeschermers, de staart wordt opgebonden zodat de polostick er niet in verstrikt kan raken. De ruiter is uitgerust met een polostick van bamboe (mallet) met aan het eind een ongeveer twintig centimeter lang sigaarvormig dwarshout. Er wordt geslagen met de zijkant, dus niet op de kopse kant zoals bij crocket. De sticks moeten met gestrekte arm juist de grond kunnen raken. De lengte hangt dus af van de grootte van paard en ruiter. De polobal is van plastic, heeft een gewicht van circa honderddertig gram en een middellijn van ongeveer acht centimeter. De kleding van de spelers bestaat uit valhelm, veiligheidsbril, een poloshirt met korte mouwen, een witte spijkerbroek, een stevige bruine rijlaars, alsmede kniebescherming, elleboogbeschermers en handschoenen.

## Techniek
Polo is gebaseerd op teamwork, het is geen spel van individuele acties. Het vereist behendigheid, een snel reactievermogen, moed en uithoudingsvermogen. Een ontspannen, buigzame zit in volledige balans behoren tot de belangrijkste voorwaarden. Met de linkerhand houdt men rustig de teugel vast (het paard wordt bestuurd door middel van gewichtsverplaatsing), de rechterhand hanteert de stick. Ook het bereden paard (vaak een klein paard) moet snel reageren en snel in galop kunnen gaan indien noodzakelijk. Tegenstanders worden afgedekt en ook van de bal gezet, 'er af gereden' of weggeduwd.
Men slaat vooruit en achteruit met de stick. Naast de elementaire voor- en achterwaarts gerichte slagen kent men de moeilijke slagen naar de zijkant, maar het moeilijkst zijn de slagen onder de hals of de staart van het paard door. Belangrijk is de gerichte slag, die de bal precies in een gewenste richting plaatst. Ondanks de hoge lichamelijke eisen is voor het uitoefenen van deze sport geen leeftijdsgrens gesteld. De beste prestaties levert men doorgaans in de leeftijdsgroep tussen 25 en 35 jaar maar spelers gaan door tot in de zestig. Mannen en vrouwen en diverse leeftijden spelen in gemixte teams. Er zijn veel teams met familieleden of partners die samen spelen.

## Polo in Nederland
De oudste club in Nederland is Polo Club Wassenaar, die in 1993 opgericht werd. Zij spelen op het middenveld van Renbaan Duindigt. Daarna volgen Polo Club Vreeland nabij Hilversum en Polo Club Midden-Nederland op de Veluwe tussen Nijkerk en Putten. Er worden 's zomers bovendien wedstrijden gespeeld in Waalre en Domburg. Nederland kent momenteel ongeveer zestig polospelers waarvan een kwart vrouwelijk is.
Het wedstrijdseizoen loopt van mei t/m september en er zijn diverse toernooien met toegang voor publiek. 
Het Nederlandse nationale poloteam won zilver bij het Europees kampioenschap 2002 in Italië en brons bij het Europees kampioenschap 2005 in Nederland.
Het damespoloteam won in 2018 brons bij het Europese Kampioenschap Polo in Italië.